# Peletier, North Carolina
Peletier, North Carolina (енгл. Peletier) град је у америчкој савезној држави Северна Каролина.

## Демографија
По попису из 2010. године број становника је 644, што је 157 (32,2%) становника више него 2000. године.
| Група             | 2000.       | 2010.       |
| Белци             | 468 (96,1%) | 577 (89,6%) |
| Афроамериканци    | 3 (0,6%)    | 8 (1,2%)    |
| Азијати           | 8 (1,6%)    | 3 (0,5%)    |
| Хиспаноамериканци | 5 (1,0%)    | 39 (6,1%)   |
| Укупно            | 487         | 644         |